# Площадь Согласия (картина)
«Площадь Согласия» (фр. La Place de la Concorde), или «Виконт Лепик и его дочери пересекают площадь Согласия» (фр. Le Vicomte Lepic et ses filles traversant la place de la Concorde) — картина маслом Эдгара Дега, написанная в 1876 году. На ней изображены художник и меценат Людовик-Наполеон Лепик, курящий сигару; его дочери Эйлау и Жанин, а также их собака Альбрехт и одинокий прохожий (слева) на площади Согласия в Париже. Красная нашивка на пальто Лепика указывает на его звание в ордене Почетного легиона. Он одет по моде, держит зонтик под мышкой и сигару во рту. Все эти детали изображают Лепика как архетипического фланера. На заднем плане, за каменной стеной — сад Тюильри.
Многие историки искусства полагают, что на композицию картины повлияло искусство фотографии: это выразилось в большом количестве негативного пространства, «обрезанном» кадре и взглядах персонажей, направленных в случайных направлениях.
Картина считалась утерянной в течение четырёх десятилетий после Второй мировой войны, пока российские власти не выставили её в Эрмитаже, где она находится до сих пор. После Второй мировой войны из собрания Отто Герстенберга картина как трофей была передана в Эрмитаж. В 2009—2011 годах в Эрмитаже картина прошла  реставрацию, в результате которой её формат был изменён: была раскрыта полоса авторской живописи по нижней границе холста. Однако вопрос о том, кем и когда была картина обрезана, вызвал споры в литературе. Н. Б. Дёмина указывает, что картина могла быть обрезана самим Эдгаром Дега. 
Дега также написал Людовика Лепика и его дочерей на другой своей картине, которая ныне экспонируется в швейцарском Цюрихе, в музейном собрании фонда Эмиля Бюрле.